# Bilon (stop)

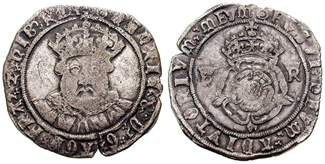
W Anglii za króla Henryka VIII srebrne monety zawierały tyle miedzi, że króla nazywano old copper nose („stary miedziany nos”). Brało się to z tego, że nos był najbardziej wystającą częścią monety, stąd jego wytarcie było najbardziej widoczne.

Bilon – stop miedzi i srebra, o zawartości srebra poniżej 50%, z którego bito monety w starożytnej Grecji i starożytnym Rzymie; także od średniowiecza do XIX w. Przeważała w nim miedź, choć dodawano też cynę, cynk czy rtęć. Do bicia monet o większej wartości używano elektrum – naturalnego stopu złota i srebra.  
Z bilonu wytwarzane są monety, medale i żetony.